# Bhitargaon

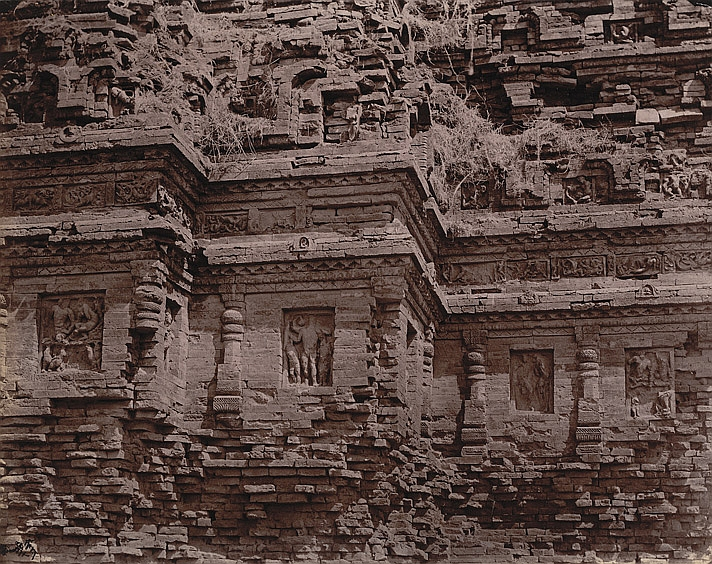
Tempel vor der Restaurierung (Detail)

Bhitargaon oder Bhitarganv (Hindi भीतर गाँव) ist ein ca. 5.400 Einwohner zählendes Dorf im nordindischen Bundesstaat Uttar Pradesh. In der Gupta-Zeit (um 550) war Bhitargaon ein bedeutsamer Ort.

## Lage
Bhitargaon liegt in der weitgehend natursteinlosen Landschaft des Doab in einer Höhe von knapp 130 m ü. d. M. ca. 32 km (Fahrtstrecke) südlich der Distriktshauptstadt Kanpur. Das Klima ist warm; Regen fällt hauptsächlich in den Monsunmonaten Juni bis Oktober.

## Bevölkerung
Die überwiegend Hindi sprechenden Einwohner des Ortes sind ganz überwiegend Hindus; andere Religionen spielen unter der Landbevölkerung Indiens kaum eine Rolle. Der weibliche Bevölkerungsanteil ist ca. 16 % geringer als der männliche.

## Wirtschaft
Die Hauptrolle in den Dörfern des fruchtbaren Doab spielt die Landwirtschaft; manchmal werden auch Hühner und/oder Milchkühe gehalten. Im Ort selbst gibt es Kleinhändler, Handwerker und Tagelöhner.

## Geschichte
Bereits in der Gupta-Zeit, d. h. im 5./6. Jahrhundert war die fruchtbare Gegend von enormer wirtschaftlicher Bedeutung. Der wahrscheinlich im 6. Jahrhundert entstandene Tempel ist zur Gänze aus Ziegelsteinen gebaut und mit figürlichen Terrakotta-Reliefs geschmückt. Er wurde zu Beginn des 20. Jahrhunderts notdürftig und zu Beginn des 21. Jahrhunderts umfassend restauriert und steht heute unter der Aufsicht des Archaeological Survey of India.

## Sehenswürdigkeiten
Der Gupta-Tempel, die einzige Sehenswürdigkeit des Ortes, steht auf einer ca. 1 m hohen Umgangsplattform (jagati), die das Bauwerk vor Regenwasser schützt. Die eigentliche Cella (garbhagriha) liegt nochmals um mehrere Treppenstufen erhöht; das Kultbild oder der Lingam ist nicht mehr vorhanden. In die Außenwand eingelassen sind mehrere von kleinen Säulchen gerahmte Nischen mit qualitätvollen, jedoch nahezu zerstörten Figurenreliefs aus Terrakotta, die sowohl Themen aus dem vishnuitischen als auch shivaitischen Legendenkreis zeigen, so dass eine stimmige Zuschreibung des Tempels nicht mehr erfolgen kann. Oberhalb des ersten Nischenkranzes verläuft ein zweiter; darüber erhebt sich ein mehrfach zurückgestufter Turmaufbau mit weiteren Nischen und einem in Indien seltenen Rundbogendekor.